# 土耳其共产党/马列
土耳其共产党/马列（土耳其語：Türkiye Komünist Partisi/Marksist-Leninist），简称土共/马列（TKP/ML），是土耳其的一个非法的共产主义政党。该党是土耳其毛主义叛乱的主要叛乱组织之一。该党成立于1972年4月24日。该党的创始成员都来自土耳其革命工农党。易卜拉欣·凯帕喀亚是该党的首任领袖。2007年，土耳其当局把该党列入恐怖组织名单中。

## 历史
1971年，土耳其发生军事政变，在国内镇压共产主义运动。易卜拉欣·凯帕喀亚为首的土耳其革命工农党左派向党中央提交《十一条纲领》，要求转向农村武装斗争，但遭到党首佩林切克拒绝。1972年2月，在东安纳托利亚委员会上，左派的主张占了上风；3月26日，在“积极宣传后马上展开游击战”的建议遭到拒绝后，左派切断了与党中央的联系。4月24日，左派正式组建土共/马列，随后又建立了军事组织，在通杰利省、加济安泰普省和马拉蒂亚省展开武装斗争。1973年，易卜拉欣·凯帕喀亚被捕并被折磨致死。
1973年至1978年，土耳其共产党/马列进行党组织的整顿和恢复工作。1976年，土耳其共产党/马列—运动分裂出去。其后布尔什维克党（北库尔德斯坦－土耳其）分裂出去。1987年，土耳其共产党/马列（革命游击队员）、土耳其共产党/马列（毛主义党中心）相继分裂出去。1994年，土耳其共产党（马列）分裂出去，后演变为毛主义共产党。
2014年以来，该党派出武装人员参加在罗贾瓦打击伊斯兰国的国际自由营。2017年，分裂出“组织委员会”派，该派约于2019年定名为“土耳其共产党—马列”。

## 组织
该党的下属武装为“土耳其工农解放军”。下属青年组织为“土耳其马列主义青年联盟”。
该党的机关报是《共产党人》，另外还出版刊物《工农解放》。